# Kéregmoly
A kéregmoly (Enarmonia formosana) a valódi lepkék (Glossata) alrendjébe tartozó sodrómolyfélék (Tortricidae) családjának a Kárpát-medencében is honos faja.

## Elterjedése, élőhelye
Nemcsak Európában és Ázsiában terjedt el, de Észak-Afrikában is.
A Kárpát-medencében is megtalálható. Magyarországon szinte mindenütt előfordul. Értelemszerűen főleg azokon a helyeken, ahol tápnövényei élnek.

## Megjelenése
Szárnyait vörösesbarna és fehér színek bonyolult mintázata díszíti. A szárny fesztávolsága 12–19 mm.

## Életmódja
A Kárpát-medencében évente egy-két nemzedéke fejlődik ki, méghozzá úgy, hogy a populáció egy kis (a hidegebb években nagyobb) része egy nemzedékes.
Életmódja eltér az egyéb sodrómolyokétól: a hernyók a tápnövény kérgében fejlődnek ki. Eltérően fejlett (L3–L5) hernyói telelnek át. Tavasszal gyorsan befejezik a fejlődést; az áttelelt hernyók bábjaiból származó lepkék zömmel májusban rajzanak, és ekkor is rakják le petéiket a fák sima kérgére. A fiatal hernyók behatolnak a kéregbe, és főként az élő kéregrész határain rágnak. A kéregmolyfertőzés leggyakrabban az idős fák alsó részének sebhelyeiben kezdődik, és fölfelé terjedve a vázágak vastag, alsó részeiig elérhet, a gyökérnyak tájékon pedig a talaj felszíne alá is behatol.
Fő tápnövényei a csonthéjasok; a Kárpát-medencében az alábbi fákban tett kárt:
- mandula
- őszibarack
- kajszi
- cseresznye
- meggy
- körte
- berkenye

Nemzetközi beszámolókból tudunk egyéb tápnövényeiről is:
- sajmeggy
- tűztövis
- borostyán (Hedera sp.)

Ha teheti, válogat a tápnövények közül, és legszívesebben a mandula, a kajszi és a meggy kérgét eszi. Esetenként nagy károkat okozhat – a Kárpát-medencében főleg az idős mandulafákat, de egyéb gyümölcsösöket is (kajszi, meggy). Európa más részein (például Franciaországban) a fiatal fákat is megtámadja. Esetenként együtt károsít az üvegszárnyú almafalepkével, a darázsszitkárral vagy a nagy farontólepkével is, és ez növeli az okozott kárt.